# IBM Quantum Platform
IBM Quantum Platform (nel passato IBM Quantum Experience) è un'iniziativa fornita dall'azienda IBM che offre la possibilità di programmare computer quantistici connessi nel cloud.

## IBM Quantum Composer

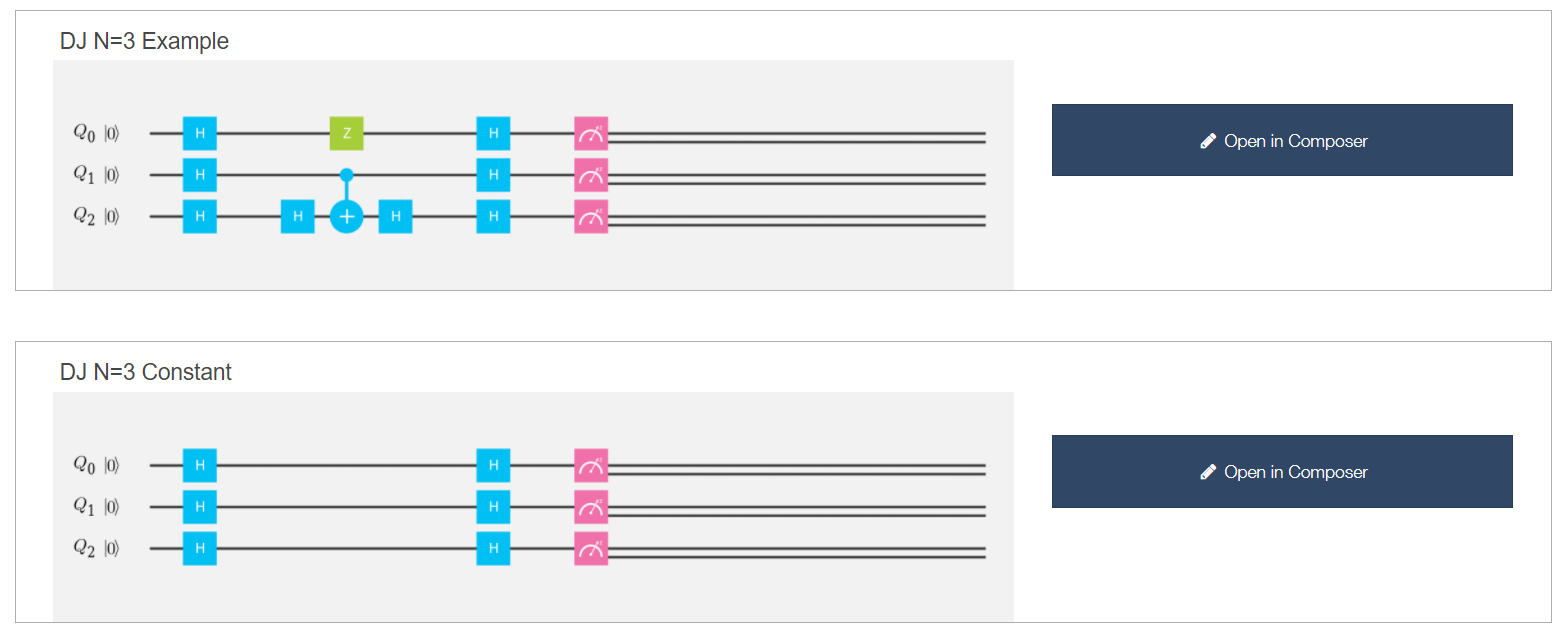
Screenshot che mostra un esperimento preparato usando l'IBM Quantum Composer

È possibile scrivere ed eseguire algoritmi quantistici su di un processore quantistico a 5 qubit tramite un'interfaccia grafica chiamata IBM Quantum Composer.
L'esecuzione del vostro programma non sarà istantanea ma verrà inserita in una coda di tutti gli utenti che stanno facendo richiesta di esecuzione di un programma.
È però possibile anche effettuare delle simulazioni istantanee su processori quantistici virtuali la cui architettura può essere stabilita dall'utente. La programmazione avviene per mezzo di un composer grafico dotato di cinque righe, una per ciascun qubit.
In queste righe si possono posizionare gli operatori logici quantistici in sequenza dopo averli scelti da una tavola di possibili operatori con un'operazione di Drag and Drop. Ogni riga va terminata con l'operatore di misurazione che consente di effettuare una foto dello stato quantistico del qubit di quella riga memorizzando il risultato su un'immagine a bit classici. 
I risultati dell'elaborazione sono rappresentati mediante istogramma che per ognuna delle possibili 2^n sovrapposizioni fornisce la probabilità di evenienza.
È anche disponibile una modalità di programmazione testuale, il QASM, una sorta di Assembly che può anche essere scaricato. Il sito è dotato di manuali, tutorial, video ed un forum.